# St. Louisville (Ohio)
St. Louisville es una villa ubicada en el condado de Licking en el estado estadounidense de Ohio. En el Censo de 2010 tenía una población de 373 habitantes y una densidad poblacional de 578,38 personas por km².

## Geografía
St. Louisville se encuentra ubicada en las coordenadas 40°10′16″N 82°25′5″O / 40.17111, -82.41806. Según la Oficina del Censo de los Estados Unidos, St. Louisville tiene una superficie total de 0.64 km², de la cual 0.64 km² corresponden a tierra firme y (0%) 0 km² es agua.

## Demografía
Según el censo de 2010, había 373 personas residiendo en St. Louisville. La densidad de población era de 578,38 hab./km². De los 373 habitantes, St. Louisville estaba compuesto por el 97.32% blancos, el 0.27% eran afroamericanos, el 1.07% eran amerindios, el 0% eran asiáticos, el 0% eran isleños del Pacífico, el 0.8% eran de otras razas y el 0.54% pertenecían a dos o más razas. Del total de la población el 0.8% eran hispanos o latinos de cualquier raza.